# シューティングジム横浜
シューティングジム横浜（シューティングジムよこはま）は、神奈川県横浜市にある修斗オフィシャルジム。代表は川口健次。

## 元所属選手
- 川口健次
- 坂本一弘
- 中井祐樹
- 中尾受太郎
- 中西裕一
- リオン武
- マモル
- 西浦"ウィッキー"聡生
- 不死身夜天慶
- 猿丸ジュンジ
- 田中半蔵
- 九平
- チャート鶴崎